# Maurice Hooker
Maurice Hooker (* 7. August 1989 in Dallas, Texas, USA, als Maurice Dewayne Hooker) ist ein US-amerikanischer Profiboxer  und ehemaliger Weltmeister der WBO im Halbweltergewicht. 

## Boxkarriere
Maurice Hooker gewann 97 von 104 Amateurkämpfen und bestritt sein Profidebüt im April 2011. Er blieb in 26 Kämpfen ungeschlagen und gewann dann am 9. Juni 2018 mit einem Sieg gegen Terry Flanagan (Kampfbilanz: 33-0) den vakanten WBO-Weltmeistertitel im Halbweltergewicht, der von Terence Crawford wegen eines Wechsels der Gewichtsklasse niedergelegt worden war. Flanagan war vor dem Kampf auf Platz 1 der WBO-Weltrangliste geführt worden, Hooker auf Platz 2.
Im November 2018 verteidigte er den Titel durch TKO in Runde 7 gegen den von der WBO auf Rang 1 der Herausforderer geführten Alex Saucedo (28-0) und im März 2019 einstimmig nach Punkten gegen Mikkel LesPierre (21-0), ehe er in einem Vereinigungskampf am 27. Juli 2019 durch TKO in Runde 6 gegen den WBC-Weltmeister José Ramírez (24-0) unterlag.
Im Anschluss stieg Hooker in das Weltergewicht auf, verlor dort jedoch 2021 gegen Vergil Ortiz und 2022 gegen Blair Cobbs.